# Alba Gaïa Kraghede Bellugi
Alba Gaïa Kraghede Bellugi (Parijs, 5 maart 1995) is een Franse actrice. Ze is bekend als Élisa in de film Intouchables uit 2011.

## Filmografie
| Jaar | Titel                   | Rol                        |
| ---- | ----------------------- | -------------------------- |
| 2005 | Le Temps qui reste      | Sophie enfant              |
| 2006 | Je m'appelle Elisabeth  | Betty/Elisabeth            |
| 2009 | La robe du soir         | Juliette                   |
| 2011 | Intouchables            | Élisa                      |
| 2012 | Thérèse Desqueyroux     | Thérèse Larroque (15 jaar) |
| 2013 | Désolée pour hier soir  | Léonore                    |
| 2014 | Aimer, boire et chanter | Tilly                      |

| Jaar | Titel          | Rol                |
| ---- | -------------- | ------------------ |
| 2014 | 3xManon        | Manon              |
| 2020 | Into The Night | Ines Mélanie Ricci |